# Кулук
Кулук је принудни рад у месту где радници (сељаци) који га обављају и живе. Кулук је у Србију донела вишевековна окупација Србије од стране Турака. На овај начин су се обично изводили јавни радови, изградња путева, војних утврђења, мостова и слично. Они који су радили нису добијали надокнаду за свој рад, евентуално слабу храну и лош смештај. Кулук се сматрао врстом радне обавезе према турском окупатору.
За разлику од кулука згон је био извођен на начин да би се радници (сељаци) скупили и отерали на друго место даље од својих села где би обављали јавне радове. Све остало би било исто.
Оваква врста принудног рада се обавља и данас према заробљеницима, осуђеницима уз боље или лошије услове рада. 
За време Другог светског рата, на пример, немачка војна индустрија се добрим делом базирала, на принудном раду оних који су били послати у радне логоре по било ком основу (расном, политичком, криминогеном и сл.)